# پیزمور
پیزمور (به انگلیسی: Peasemore) یک روستا و محله مدنی در بریتانیا است که در بارکشر غربی واقع شده‌است. پیزمور ۸٫۲۹ کیلومتر مربع مساحت و ۳۱۱ نفر جمعیت دارد.